# Pridvorica (Leposavić)
Pour les articles homonymes, voir Pridvorica.
Pridvorica en serbe latin et Pridvoricë en albanais (en serbe cyrillique : Придворица) est une localité du Kosovo située dans la commune/municipalité de Leposavić/Leposaviq, district de Mitrovicë/Kosovska Mitrovica. Selon des estimations de 2009 comptabilisées pour le recensement kosovar de 2011, elle compte 171 habitants, dont une majorité de Serbes.

## Géographie
Pridvorica/Pridvoricë est situé à 9 km au sud de Leposavić/Leposaviq, sur la rive gauche de la rivière Ibar. Le village fait partie de la communauté locale de Sočanica/Soçanicë.

## Démographie

### Évolution historique de la population dans la localité
| 1948 | 1953 | 1961 | 1971 | 1981 | 1991 | 2009 |
| ---- | ---- | ---- | ---- | ---- | ---- | ---- |
| 389  | 432  | 441  | 365  | 305  | 199  | 171  |

|  |